# Список логічних помилок
Детально про поширені помилки дивіться у розділі Список поширених помилок.
В міркуванні, щоб аргументувати претензію, помилковість — це міркування, яке оцінюється як логічно неправильне і що підриває логічну обґрунтованість аргументу і дозволяє визнати його необґрунтованим. Незалежно від їх звучності, всі регістри і манери мови можуть демонструвати помилки.
Через різноманітність структури і застосування, помилки важко класифікувати так, щоб задовольнити всі можливі потреби. Помилки можна класифікувати строго за їх структурою або змістом, наприклад, класифікувати їх, як формальні помилки або неформальні помилки, відповідно. Класифікація неформальних помилок може бути поділено на такі категорії, як лінгвістичні, актуальність через недогляд, актуальність через вторгнення та актуальність через презумпцію. З іншого боку, помилки можуть бути класифіковані за процесом, за допомогою якого вони виникають, наприклад, матеріальні помилки (зміст), вербальні помилки (лінгвістичні) і знову формальні помилки (помилка у висновку). У свою чергу, суттєві помилки можуть бути віднесені до більш загальної категорії неформальних помилок, в той час, як формальні помилки можуть бути чітко віднесені до більш точної категорії логічних (дедуктивних) помилок. Однак, словесні помилки можуть бути поміщені в будь-яку неформальну чи дедуктивну класифікацію; порівняйте двозначність, яка є неоднозначністю заснованої на слові або фразі (наприклад, «він божевільний», що може означати, що він або сердитий, або клінічно божевільний), з помилкою композиції, яка є двозначністю, що ґрунтується на передумові та висновку (наприклад, «це повинна бути хороша баскетбольна команда, тому що кожен з її членів є видатний гравець»).
Свідоме або звичне використання помилок в якості риторичних прийомів переважає в прагненні переконати, коли основна увага приділяється спілкуванню і досягненню спільної згоди, а не вірності міркувань. Ефективне використання помилки оратором може вважатися розумним, але так само, міркування цього промовця може бути визнано неправомірним, і таким чином твердження оратора, підкріплене необґрунтованим аргументом, буде вважатися необґрунтованим та відхилено.

## Формальні помилки
Формальна помилка — це помилка, яку можна побачити у формі аргументу. Усі формальні помилки є специфічними типами непослідовності.
- Апеляція до ймовірності — твердження, яке сприймається як належне, тому що це, ймовірно, було б так (або, можливо, так і є).[5][6]
- Аргумент від помилки (також відомий як помилковість помилки) — припущення, що якщо аргумент для деякого висновку помилковий, то висновок помилковий[7].
- Помилковість базової ставки — створення імовірного судження, заснованого на умовних ймовірностях, без урахування впливу попередніх ймовірностей.[8]
- Помилковість кон'юнкції — припущення, що результат, який одночасно задовольняє декільком умовам, більш ймовірний, ніж результат, що задовольняє одному з них.[9]
- Помилка людини в масці (незаконна заміна ідентифікаційних знаків) — заміна однакових позначень в істинному твердженні може призвести до помилкового[10].

1. Факт 1: Я знаю, хто X.
2. Факт 2: Я не знаю, хто Y.
3. Висновок: Тому, X не Y.

### Пропозиційні помилки
Помилка пропозиції — це помилка в логіці, що стосується складних пропозицій. Щоб складна пропозиція була істиною, значення істинності складових його частин повинні задовольняти відповідним логічним зв'язкам, які в ньому зустрічаються (найчастіше: <і>, <або>, <не>, <тільки якщо>, <якщо і тільки якщо>). Наступні помилки містять висновки, правильність яких не гарантується поведінкою цих логічних зв'язків, а отже, які не є логічно гарантованими для отримання істинних висновків.
Типи пропозиційних помилок:
- Підтвердження диз'юнкцією — висновок, що один терм логічної диз'юнкції повинен бути хибним, тому що інший терм є істинним; А або В; А, отже, не Б.[11]
- Підтвердження консеквентом — антецедент в  індикативному умовному випадку вважається істинним, тому що консеквент є істинним; якщо А, то В; В, отже А.[11]
- Заперечення антецедента — наслідкове значення в орієнтовно умовному[en] випадку вважається хибним, тому що антецедент є помилковим; якщо А, то В; не A, отже, не B.[11]

### Помилки кількісної оцінки
Помилка кількісної оцінки — це помилка в логіці, коли квантори приміщень суперечать кількісному висновку.
Типи помилок кількісної оцінки:
- Екзистенційна помилка[en] — це аргумент, що має універсальну передумову і певний висновок.[12]

### Формальні силогічні помилки
Силогічні помилки — логічні помилки, які зустрічаються в силогізмах.
- Стверджувальний висновок з негативного засновку (недозволений негатив) — категоричний силогізм має позитивний висновок, але хоча б одну негативну передумову. [12]
- Помилка виключних засновків — категоричний силогізм, який є недійсним, тому що обидві його засновки є негативними.[12]
- Помилка почетверення термінів (quaternio terminorum) — категоричний силогізм, який має чотири терми.[13]
- Недозволений більший засновок[en] — категоричний силогізм, який є недійсним, тому що його головний терм не поширюється в головній передумові, а поширюється у висновку.[12]
- Недозволений менший засновок[en] — категоричний силогізм, який є недійсним, тому що його другорядний терм не поширюється в мінорному приміщенні, а поширюється у висновку.[12]
- Негативний висновок із стверджувальних засновків (незаконне стверджування) — категоричний силогізм має негативний висновок, але позитивний.[12]
- Софізм складеного середнього терміна — середній член у категоричному силогізмі не розподіляється.[14]
- Модальна помилка — плутання можливості з необхідністю.
- Помилки модальності — у висновку міститься ступінь необґрунтованої необхідності.

## Неформальні помилки
Неформальні помилки — це аргументи, які є помилковими з причин, відмінних від структурних (формальних) недоліків, і зазвичай вимагають вивчення змісту аргументу.
- Звернення до помірності (помилковий компроміс, середина, помилковість середнього, argumentum ad temperantiam) — за умови, що компроміс між двома позиціями завжди правильний.[16]
- Помилка неперервності (помилка бороди, помилка малювання ліній, помилка сортитів, помилка купи, помилка лисої людини) — неправильне відхилення претензії на неточність.[17]
- Помилки корелятивних сполучників
  - Пригнічений корелятив — корелятив змінюється так, що одна альтернатива стає неможливою.[18]
  - Помилкова дилема (помилкова дихотомія, помилковість роздвоєння, чорно-біла помилка) — два альтернативних твердження вважаються єдино можливими варіантами, коли насправді їх більше.[19]
  - Заперечення корелятива — спроба запровадити альтернативи там, де їх немає.[20]
- Дефіністська помилка[en] — включає в себе плутанину між двома поняттями, визначаючи одне в термінах іншого.[21]

- Божественна помилка (аргумент від неймовірності) — твердження, що, оскільки щось настільки неймовірне чи дивне, то це має бути результатом вищої, божественної, чужої чи паранормальної дії.[22]

- Подвійний підрахунок — підрахунок подій або подій більше одного разу в імовірнісному міркуванні, який призводить до того, що сума ймовірностей всіх випадків перевищує одиницю.
- Двозначність — вводить в оману використання терміна з більш ніж одним значенням (шляхом замовчування того, яке значення призначене в конкретний момент час).[23]
  - Двозначний середній терм — загальна двозначність у силогізмах, в яких середній терм двозначний.[24]
  - Визначний відступ — зміна значення слова у зв'язку із запереченням, висловленим проти первісного формулювання[1].
  - Омана «Мот-і-бейлі» — сперечальник поєднує дві позиції зі схожими властивостями, одну скромну і легку для захисту («Мотт») і одну набагато більш суперечливу («Бейлі»). Сперечальник висуває суперечливу позицію, але, коли йому кидають виклик, він наполягає, що висуває більш скромну позицію.[25][26][27]
  - Помилка наголосу[en] — специфічний тип двозначності, що виникає, коли значення пропозиції змінюється шляхом постановки незвичайного просодичного наголосу або коли в письмовому уривку залишається незрозумілим, на яке слово наголос повинен був впасти.
  - Переконливе визначення[en] — форма умовного визначення[en], яка прагне описати «справжнє» або «загальноприйняте» значення терміна, в той час, як в дійсності передбачає незвичайне або змінене використання.
  - (Див. також помилку, якщо віскі, нижче)
  - Загальний термін замість складеного.
- Екологічна помилка — висновки про природу конкретних осіб ґрунтуються виключно на сукупній статистиці, зібраній для групи, до якої належать ці особи.[28]
- Етимологічна хиба — логічна хиба, яку допускають люди, виводячи теперішнє значення певного слова з його етимології.[29]
- Хибність композиції — припущення, що щось істинне для частини цілого має бути істинним і для цілого.[30]
- Від поняття складеного до поняття поодинокого — припущення, що щось істинне для речі має бути істинним для всіх або деяких її частин.[31]
- Помилкова атрибуція — адвокат звертається до недоречного, некваліфікованого, невстановленого, упередженого або сфабрикованого джерела в підтримку аргументації.
  - Помилка цитування поза контекстом (контекстотомія, контекстумія; виривання цитат) — відноситься до вибіркового вилучення слів із їх початкового контексту таким чином, що спотворює передбачуваний зміст джерела.[32]
- Помилковий авторитет (єдиний авторитет) — використання експерта сумнівних повноважень або використання лише однієї думки для продажу товару чи ідеї. Пов'язаний із зверненням до влади (не завжди помилковим).
- Помилкова еквівалентність — опис ситуації логічної та уявної еквівалентності, коли насправді її немає.
- Помилка зворотного зв'язку — в контексті оцінки ефективності[en], віра у точність зворотного зв'язку, незважаючи на докази того, що зворотний зв'язок схильний до великих систематичних помилок через ефекту ідіосинкратичного рейтингу.[33]
- Помилка історика — припущення, що особи, приймаючи рішення в минулому, розглядали події з тієї ж точки зору і мали ту ж саму інформацію, що і ті, хто згодом аналізував рішення.[34] (Не плутати з презентизмом, який є способом історичного аналізу, в якому сучасні ідеї, такі як моральні норми, проєктуються в минуле.)
- Історична помилка — ряд міркувань вважається вірним тільки тому, що завершений процес читається в змісті процесу, який обумовлює цей завершений результат.[35]
  - Баконівська помилка — використання фрагментів історичних свідчень без допомоги конкретних методів, гіпотез чи теорій у спробі зробити загальну правду про минуле. Зобов'язує істориків «прагнути до неможливого об'єкту непрактичним методом».[36]
- Помилка гомункула[en] — «середня людина» використовується для пояснення; це іноді призводить до регресивних середніх чоловіків. Пояснює, не пояснюючи насправді реальну природу функції чи процесу. Натомість цього він пояснює поняття з точки зору самої концепції, без попереднього визначення або пояснення вихідного поняття. Пояснюючи думку, як щось зроблене маленьким мислителем, чимось на зразок гомункула в голові, ми просто пояснюємо її як інший вид мислення (як інший, але той же самий).[37]
- Інфляція конфлікту — твердження про те, що якщо фахівці якої-небудь галузі знань розходяться в думках з певного питання, то експерти не повинні нічого знати, і тому не можуть прийти до якого-небудь висновку, або що законність усієї галузі ставиться під сумнів.[38]
- Якщо за віскі[en] — аргумент, який підтримує обидві сторони питання, використовуючи терміни, які вибірково емоційно чутливі.
- Неповне порівняння[en] — недостатньо інформації для проведення повного порівняння.
- Непослідовне порівняння[d] — використовуються різні методи порівняння, що залишають помилкове враження про ціле порівняння.
- Авторський задум[en] — наполягання на тому, що остаточне значення виразу повинно відповідати наміру особи, від якої зародилося спілкування (наприклад, художній твір, який широко приймається як кричуща алегорія, обов'язково не повинен розглядатися як такий, якщо автор задумав, що це не так.)[39]
- Логіка чайника[en] — використання декількох спільно суперечливих аргументів для захисту позиції. [Сумнівний — обговорення]
- Безглузда помилка[en] — віра в те, що результати нерегульованих випадкових подій можуть бути інкапсульовані статистикою; нездатність взяти до уваги, що невідомі при визначенні ймовірності подій.[40]
- Помилка Макнамари (кількісна помилка) — прийняття рішення, заснованого тільки на кількісних спостереженнях, без урахуванням всіх інших міркувань.
- Помилка прогнозування розуму — суб'єктивне судження «прогнозуються» щоб бути невід'ємними властивостями об'єкта, а не бути пов'язаними з особистими сприйняттями цього об'єкта.
- Моралістична помилка — виведення фактичних висновків із суто оціночних передумов в порушенні відмінності між фактами та цінностями. Наприклад, висновок з належного є випадком моралістичної помилки. Моралістична помилка — це зворотня сторона натуралістичної помилки, визначена нижче.
- Переміщення воріт[en] (підняття планки) — аргумент, в якому докази, представлені у відповідь на конкретну вимогу, відхиляються і вимагаються деякі інші (часто більші) докази.
- Хиба нірвани (помилка досконального рішення) — вирішення проблем відкидаються, тому що вони не досконалі.
- Доведення стверджуванням — пропозиція багаторазово повторюється незалежно від протиріччя; іноді плутається з аргументом від повторення (argumentum ad infinitum, argumentum ad nauseam)
- Помилка прокурора — низька ймовірність помилкових збігів не означає низької ймовірності виявлення будь-якого помилкового збігу.
- Занадто багато доказів[en] — використовуючи форму аргументу, який, якби він був дійсний, міг би бути використаний для досягнення додаткового, невірного виведення.
- Помилка психолога — спостерігач передбачає об'єктивність власної точки зору при аналізі поведінкової події.
- Референтна помилка[en][41] — припускаючи, що всі слова належать до існуючих речей і що значення слів знаходяться в межах речей, на які вони посилаються, на відміну від слів, можливо, що стосуються жодного реального об'єкта, або що значення слів часто походить від того, як вони використовуються .
- Реіфікація (конкретизація, гіпостатизація або помилка неправильної конкретності) — помилка двозначності, коли абстракція (абстрактне переконання або гіпотетична конструкція) розглядається як конкретна, реальна подію чи фізичну сутність. Іншими словами, це помилка трактування як «реальної речі» того, що не є реальною річчю, а є просто ідеєю.
- Ретроспективний детермінізм[en] — аргумент про те, що оскільки подія сталася за певних обставин, ця обставина повинна була зробити його настання неминучим.
- Слизький схил (тонкий край клина, ніс верблюда[en]) — твердження, що відносно невеликий перший крок неминуче призводить до ланцюжка пов'язаних подій, кульмінацією яких є деякий значний вплив / подія, яке не повинно статися, тому перший крок не повинен статися. Це, по суті, заклик до ймовірності помилок.[42]
- Спеціальне посилання — прихильник позиції намагається посилатися на щось як виняток із загальноприйнятого правила або принципу, не обґрунтовуючи звільнення.

### Неправильне приміщення
- Напрошується питання (petitio principii) — надання того, що по суті є висновком аргументу в якості передумови.[43][44][45]
  - Навантажена мова — хоча він і не є по своїй суті помилковим, використання викликають спогади термінів для підтвердження висновку — це тип помилки питання. При помилковому використанні конотації цього терміна покладаються на те, щоб схилити аргумент до певного висновку. Наприклад, реклама органічних продуктів, яка говорить: «Органічні продукти — це безпечні та здорові продукти, вирощені без будь-яких пестицидів, гербіцидів чи інших шкідливих добавок». Використання терміна «шкідливі добавки» використовується в якості підтримки ідеї про те, що продукт безпечний.[46]

- Кругові міркування (circulus in demonstrando) — міркування починається з того, що він або вона намагається закінчити; іноді називають «припускаючи висновок».
- Провокаційне питання (складне запитання, помилковість припущень, навантажене запитання, допит плюріум) — хтось ставить питання, яке передбачає те, що не було доведено чи не прийнято всіма учасниками. Ця помилка часто використовується риторично, щоб питання обмежувало прямі відповіді на ті, що відповідають порядку денному запитувача.

### Помилкові узагальнення
Помилкове узагальнення — прийти до висновку зі слабких посилок. На відміну від помилок релевантності, у помилках дефектної індукції передумови пов'язані з висновками, але тільки слабо підтримують висновки. Таким чином, виходить помилкове узагальнення.
- Випадковість — виняток із узагальнення ігнорується.[47]
  - Немає справжнього шотландця — робить узагальнення істиним, змінюючи узагальнення, щоб виключити контрприклад.[48]
- Помилка вибіркових доказів (пригнічені докази, неповні докази) — акт вказівки на окремі випадки чи дані, які, як здається, підтверджують певну позицію, ігноруючи при цьому значну частину пов'язаних випадків або даних, які можуть суперечити цій позиції.[49]
  - Ухил виживання — невелика кількість успіхів даного процесу активно просувається, повністю ігноруючи велику кількість невдач.
- Хибна аналогія — аргумент за аналогією, в якому аналогія погано підходить.[50]
- Поспішне узагальнення (помилка недостатньої статистики, помилка недостатньої вибірки, помилка самотнього факту, поспішна індукція, секунданд-фуд, зворотня випадковість, поспішні висновки[en]) — засновування широкого висновку на невеликій вибірці або прийняття рішення без всієї необхідної для цього інформації.[51]
- Індуктивна помилка — більш загальна назва деяких помилок, таких як поспішне узагальнення. Це відбувається, коли висновок робиться з передумов, які злегка підтримують його.
- Оманливість яскравості — передбачає опис події в яскравих деталях, навіть якщо це виняткова подія, щоб переконати когось у тому, що це проблема; це також залежить від апеляції до емоційної помилки.
- Переважний виняток — точне узагальнення, яке приходить з застереженнями, які усувають так багато випадків, що те, що залишається, є набагато менш вражаючим, ніж первісне твердження, яке можна було б припустити.[52]
- Кліше, що припиняє роздуми — словосполучення, яке іноді передається як народна мудрість, використовується для вгамування когнітивного дисонансу, приховування відсутності задуму, переходу до інших тем тощо, — але в будь-якому випадку, щоб закінчити дискусію кліше, а не крапкою.

### Сумнівна причина
Сумнівна причина — це помилка загального типу з багатьма варіантами. Його первинна основа — плутанина асоціації з причинністю. Або недоречно виводячи (або відкидаючи) причинний зв'язок, або в більш широкому сенсі не досліджуючи належним чином, причину спостережуваного ефекту.
- Cum hoc ergo propter hoc (латинське слово «з цим, отже, через це»; кореляція передбачає причинно-наслідкову ситуацію; помилкова причина / наслідок, випадкова кореляція, кореляція без причинного зв'язку) — помилкове припущення, що оскільки існує кореляція між двома змінними, одна викликала іншу.[53]
  - Post hoc ergo propter hoc (латинське «після цього, тому через це»; тимчасова послідовність має на увазі причинність) — сталося X, потім сталося Y; тому X спричинив Y.[54]
  - Неправильний напрямок (зворотня причинно-наслідкова зв'язка) — причина та наслідки зворотні. Кажуть, що причина є наслідком і навпаки.[55] Наслідок, цього явища затверджується, як першопричина.
  - Ігнорування поширеної причини.
- Помилка єдиної причини (причинне спрощення[56]) — передбачається, що існує одна, проста причина результату, коли насправді вона може бути викликана низкою лише спільно достатніх причин.
- Помилка прихованих мотивів — результати, як стверджується, були викликані неправильною поведінкою осіб, які приймають рішення.
- Помилка гравця — невірне переконання, що окремі, незалежні події можуть вплинути на ймовірність виникнення іншої випадкової події. Якщо чесна монета приземляється на Орел 10 разів поспіль, то невірно вважати, що вона «через те, скільки разів вона раніше приземлялася на решку».[57]
  - Зворотня омана гравця.
- Магічне мислення — помилкове приписування причинно-наслідкових зв'язків між діями та подіями. В антропології відноситься перш за все до культурних вірувань, що ритуал, молитва, жертвопринесення і табу приведуть до певних надприродних наслідків. У психології це стосується ірраціонального переконання, що думки самі по собі можуть впливати на світ або, що мислення щось відповідає тому, що робить це.
- Помилка регресу — приписує причину там, де її немає. Цей недолік не враховує природні коливання. Це часто особливий вид post hoc помилок.

### Помилки актуальності
- Апеляція до каменя (argumentum ad lapidem) — відхилення позову як абсурдного без доведення його абсурдності.[58]
- Аргумент від незнання (апеляція до незнання, argumentum ad ignorantiam) — припущення, що твердження є правдивим, оскільки воно не було або не може бути доведено помилковим, або навпаки.[59]
- Аргумент від недовіри (звернення до здорового глузду) — «я не уявляю, як це могло бути правдою; отже воно повинно бути помилковим».[60]
- Аргумент від повторення (argumentum ad nauseam, argumentum ad infinitum) — повторення аргументу, поки ніхто більше не захоче його обговорювати;[61][62] іноді плутають з доказом твердження.
- Аргумент від мовчання (argumentum ex silentio) — припущення, що твердження є правдивим, засноване на відсутності текстових чи усних доказів з авторитетного джерела, або навпаки.[63]
- Ignoratio elenchi (недоречний висновок, пропущений пункт) — аргумент, який сам по собі може бути дійсним, але не стосується даного питання.[64]

### Помилка відволікаючого маневру
Помилка відволікаючого маневру, один з основних підтипів помилок релевантності, помилка в логіці, де пропозиція вводить в оману або призначене для того, щоб зробити недоречні чи помилкові висновки. У загальному випадку будь-який логічний висновок, заснований на помилкових аргументах, покликаний замінити відсутність реальних аргументів або замінити неявно предмет обговорення.
Червоний оселедець — спікер намагається відволікти аудиторію, відхиляючись від теми, вводячи окремий аргумент, з яким, на думку спікера, легше говорити. Аргумент, наведений у відповідь на інший аргумент, який не має відношення до справи і відволікає увагу від предмета спору. Див. також недоречний висновок.
- Ad hominem — напад на сперечальника замість аргументу.
  - Не пряме ad hominem — твердження, що особиста ситуація сперечальника або передбачувана вигода від просування висновку означає, що їх висновок невірний.[68]
  - Отруєння колодязя — підтип ad hominem, що представляє несприятливу інформацію про цільову людину з наміром дискредитувати все, що говорить цільова особа.[69]
  - Звернення до мотиву — відхилення ідеї шляхом розпитування мотивів її автора.
  - Кафка-пастка — витончена і нездійсненна форма аргументу, яка намагається подолати опонента, викликаючи почуття провини і використовуючи заперечення провини опонента в якості додаткового доказу провини.[70]
  - Звернення до тону — фокусування на емоціях, що стоять за (або в результаті) повідомлення, а не на самому повідомленні, як тактиці дискредитації.
  - Помилка критичної зради[en] (ergo decedo, 'таким чином, залиште') — сприйнята приналежність критика зображена, як основна причина критики, і критик проситься взагалі не залишатися осторонь цього питання. Легко плутати з помилкою асоціації («виною через асоціацію») нижче.
- Звернення до повноважень (аргумент від повноважень, argumentum ad verecundiam) — твердження вважається істинним через позицію чи повноваження особи, яка його затверджує.[71][72]
  - Звернення до звершень — твердження вважається істинним або хибним на підставі досягнень претендента. Це часто може також мати елементи звернення до емоцій (див. Нижче).
  - Відповідь придворного[en] — критика відхиляється, стверджуючи, що критик не має достатніх знань, повноважень або підготовки, щоб достовірно прокоментувати цю тему.
- Звернення до наслідків (argumentum adsequentiam) — висновок підкріплений передумовою, яка стверджує позитивні чи негативні наслідки від певного курсу дій у спробі відволіктися від початкового обговорення.[73]
- Звернення до емоцій — аргумент робиться через маніпуляцію емоціями, а не використання вагомих міркувань.[74]
  - Звернення до страху — аргумент робиться шляхом посилення страху та забобонів щодо протилежної сторони[75]
  - Звернення до лестощів — аргумент зроблений через використання лестощів, щоб отримати підтримку.[76]
  - Звернення до жалю (argumentum ad misericordiam) — аргумент намагається викликати жалість, щоб похитнути опонентів.[77]
  - Звернення до глузування — аргумент робиться шляхом неправильного представлення аргументу опонента таким чином, щоб він здається смішним.[78]
  - Звернення до злоби — аргумент висловлюється через використання гіркоти або злоби людей по відношенню до протилежної сторони.[79]
  - Мова суддів[en] — образлива або зневажлива мова, щоб вплинути на судження аудиторії.
  - Пух-пух[en] — відхилення аргументу, який вважається негідним серйозного розгляду.[80]
  - Прийняття бажаного за дійсне — рішення приймається відповідно до того, що може бути приємно уявити, а не на підставі доказів чи причин.[81]
- Звернення до природи — судження базується виключно на тому, чи є предмет судження «природним» чи «неприродним».[82] (Іноді його також називають «натуралістичною помилкою», але його не слід плутати з іншими помилками під цим ім'ям.)
- Звернення до новизни (argumentum novitatis, argumentum ad antiquitatis) — пропозиція вважається вищою або кращою лише тому, що вона нова чи сучасна.[83]
- Звернення до бідності (argumentum ad Lazarum) — підтримка висновку, тому що сперечальник бідний (або спростування, тому що сперечальник заможний). (Протилежність зверненню до багатства.)[84]
- Звернення до традиції (argumentum ad antiquitatem) — висновок, підтримуваний виключно тому, що він довгий час вважався дійсним.[85]
- Звернення до багатства (argumentum ad crumenam) — підтримка висновку, оскільки сперечальник заможний (або спростування, оскільки сперечальник бідний).[86] (Іноді сприймається разом із закликом до бідності, як загальне звернення до фінансового становища сперечальника.)
- Argumentum ad baculum (апеляція до палиці, заклик до сили, заклик до загрози) — аргумент, зроблений за допомогою примусу чи погрози силою для підтримки позиції.[87]
- Argumentum ad populum (апеляція до поширеної віри, аргумент переможця, звернення до більшості, звернення до народу) — твердження вважається правдивим чи добрим виключно тому, що більшість чи багато людей вважають, що це так.[88]
- Помилка асоціації (вина за асоціацією та честь з асоціації) — стверджуючи, що оскільки дві речі поділяють (або маються на увазі для поділу) деяку власність, вони однакові.[89]
- Ipse dixit (гола стверджувальна помилка) — твердження, яке представлено як справжнє без підтримки, як самоочевидно істинне, або як догматично істинне. Ця помилка ґрунтується на передбачуваному досвіді мовця або на нестабільний істині.[90][91]
- Бульверизм[en] (психогенетична хибність) — висновок про те, чому аргумент використовується, пов'язуючи його з якоюсь психологічною причиною, а потім припускаючи, що він недійсний в результаті. Припущення, що якщо походження ідеї походить від упередженого розуму, то сама ідея повинна бути брехнею.[38]
- Хронологічний снобізм — теза вважається некоректною, тому що вона була прийнята, коли щось інше, свідомо помилкове, також було прийнято.[92][93]
- Помилка відносної привабливості (також відома як «апеляція до гірших проблем» або «не така погано, як») — відхилення аргументу чи скарги через існування більш важливих проблем у світі, незалежно від того, чи мають ці проблеми відношення до початкових аргумент. Проблеми Першої світової[en] є підмножиною цієї помилки.[94]
- Генетична хибність — висновок пропонується на основі виключно чогось або когось походження, а не його поточного значення чи контексту.[95]
- Я маю право на свою думку — людина дискредитує будь-яку опозицію, стверджуючи, що вона має право на свою думку.
- Моралістична помилка — виведення фактичних висновків з оціночних передумов, що порушують розрізнення фактів і цінностей[en]; наприклад, твердження про те, що є, на основі тверджень про те, що повинно бути. Це зворотня сторона натуралістичної хибності.
- Натуралістична хибність — виведення оціночних висновків із суто фактичних передумов[96][97] з порушенням відмінності між фактами і цінностями[en]. Натуралістична хибність (іноді плутається із зверненням до природи) — це зворотне значення моральної помилки.
  - Повинна помилка [98]— твердження про те, що є, на основі тверджень про те, що повинно бути.
- Натуралістична помилкова помилка[99] (анти-натуралістична помилка)[100] — випливає з неможливості зробити висновок про будь-який випадок із загальної недійсності помилкової помилки, згаданої вище. Наприклад, є {\displaystyle P\lor \neg P} означає, що {\displaystyle P\lor \neg P} для будь-якої пропозиції {\displaystyle P} , хоча натуралістична помилка помилок оголосила б такий висновок недійсним. Натуралістична помилкова помилка — це різновид аргументу помилки.
- Солом'яна помилка — аргумент, заснований на хибному викладі позиції опонента.[101]
- Помилка техаського снайпера — неправильно твердження причини, що пояснює кластер даних.[102]
- Tu quoque («ви теж» — заклик до лицемірства, як щодо) — аргумент стверджує, що певна позиція помилкова чи неправильна або її слід нехтувати, оскільки її прихильник не діє послідовно відповідно до цієї позиції.[103]
- Дві помилки не дають правду — відбувається, коли передбачається, що якщо одна помилка вчинена, інша помилка виправить її.[104]
- Вакуумна істина[en] — твердження, яке є технічно вірним, але безглуздим, у формі твердження, що ні в А немає В, має С, коли немає А в В. Наприклад, стверджуючи, що в кімнаті немає мобільних телефонів, коли їх взагалі немає в кімнаті.